# John W. Tuthill

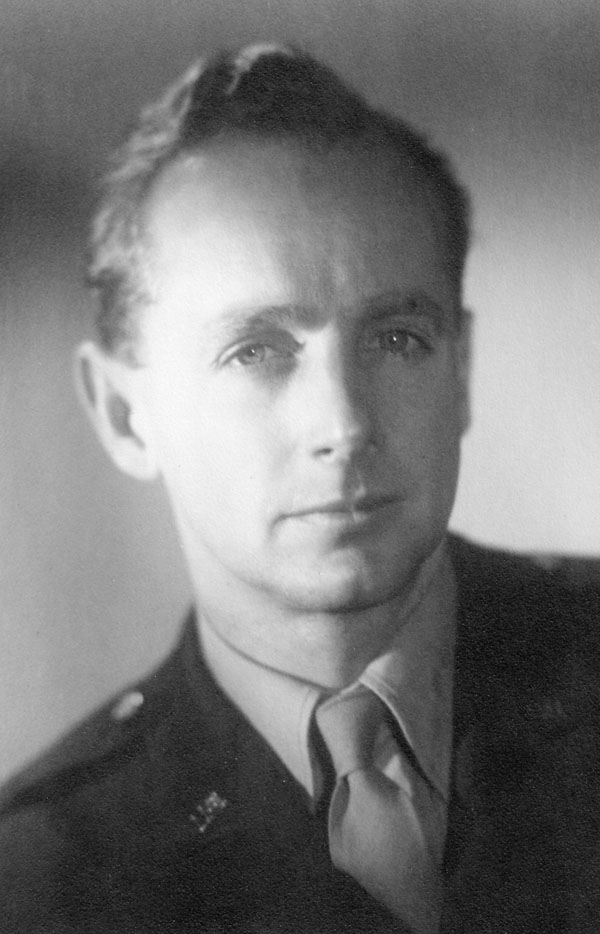
John W. Tuthill em Londres, em 1945.

John Wills Tuthill (nascido em 10 de novembro de 1910 - 9 setembro de 1996) foi um diplomata dos Estados Unidos, como diplomata trabalhou na América Latina, Canadá e Europa.
Nascido em Montclair, Nova Jersey, é filho de Oliver Bailey Tuthill. Formado pela Faculdade de William e Mary em 1932, é pós-graduado na New York University em mestrado na Administração de Empresas e mestrado em Economia pela Universidade de Harvard. Ele recebeu a Medalha Alumni da Faculdade de William e Mary, em 1968 e um LLD honorário em 1978. Foi bancário durante dois anos na Universidade Northeastern em Boston antes de ingressar para o governo dos Estados Unidos em 1940.
Foi diplomata entre 1940 a 1969. Foi vice-cônsul do Canadá em 1943. Ele trabalhou no México antes de trabalhar em Londres na equipe do governo dos Estados Unidos, sob o comando do general Dwight D. Eisenhower. Foi assessor do general George C. Marshall em 1947. Foi membro do Plano Marshall e na OECE. Tornou-se embaixador dos Estados Unidos para a OCDE, em Paris 1960 a 1962. Foi embaixador dos Estados Unidos para a Comunidade Econômica Europeia, em Bruxelas entre 1962 a 1966. Foi embaixador dos Estados Unidos no Brasil entre 1966 a 1969.
Morreu em 9 de setembro de 1996, aos 85 anos.